# Pray (Take That)
Pray è il secondo singolo dei Take That estratto dal secondo album Everything Changes, scritto dal membro della band Gary Barlow. È il primo singolo del gruppo a raggiungere la posizione numero 1 nel Regno Unito.
La canzone ha ricevuto un Disco d'oro e ha venduto oltre 438.000 copie solo nel Regno Unito; ha vinto il premio per il Miglior singolo britannico ed il Miglior video musical ai BRIT Awards del 1994, ed è stato il singolo di chiusura del Take That's Beautiful World Tour 2007.

## Tracce
Vinile 7"
1. Pray (Radio Edit) – 3:43
2. Pray (Acappella) – 4:26

Maxi CD singolo 1 Regno Unito
1. Pray (Radio Edit) – 3:43
2. Pray (Acappella) – 4:26
3. Pray (Alternative Club Mix) – 5:21

Maxi CD singolo 2 Regno Unito
1. Pray (Club Swing Mix) – 5:37
2. It Only Takes a Minute (Tommy Musto Club Mix) – 6:32
3. Once You've Tasted Love (Harding & Curnow Remix) – 4:20
4. It Only Takes a Minute (Tommy Musto Underground Vocal) – 6:16

## Formazione
- Gary Barlow – voce solista
- Robbie Williams – voce solista
- Howard Donald – voce e coro
- Jason Orange – voce e coro
- Mark Owen – voce e coro

## Accoglienza

### Critica
L'editore del database AllMusic Peter Fawthrop, nella sua recensione dell'intero album Everything Changes, ha definito Pray "una ballata di qualità che non si sentiva da anni"; mentre Tom Ewing del NME si è complimentato con Barlow per il testo della canzone, scritto interamente da lui, aggiungendo che "A questo punto [la scrittura di Barlow] è ancora l'arma segreta del gruppo - astuta e professionale, seria ma mai noiosa. Quindi l'ultima canzone dei Take That Pray non è la loro migliore, ma è comunque un grande modello per la musica di questi anni 1990: vaga come un cucciolo smarrito sulle strofe, poi si riunisce per un ritornello mostruoso".
Music & Media ha commentato il singolo recensendolo: "I cinque 'messia' hanno trovato una specie di congregazione giovanile nel Regno Unito disposta a prestare il suo orecchio. Ora stanno pregando [in inglese 'Pray', riferendosi al titolo della canzone] per l'attenzione mondiale che stanno ricevendo e per la loro ineguagliabile anima di 'gomma da masticare'".
Per la Music Week, il conduttore radiofonico Alan Jones lo ha descritto come un "Ritmo a tempo medio abbastanza intrigante [che] ha armonie piacevoli e una lucentezza limpida, sebbene la canzone stessa sia più leggera rispetto ad altri precedenti singoli del gruppo - ma questa leggera differenza non conta davvero, dato che codesti singoli sono tutti destinati alla Top 5 mondiale!".
La Rolling Stone ha invece aggiunto che "La voce dolce e soul di Gary Barlow fa un lavoro leggero in questo singolo mentre il resto del gruppo ha inserito grandi armonie vocali. La canzone è leggera ed estiva, grazie al beat anni '90".
Infine la rivista Classic Rock l'ha definita "una ballata piena di sentimento".

## Video musicale
Il video musicale della canzone, diretto da Gregg Masuak, è stato girato ad Acapulco, in Messico, e presenta i 5 membri della band in un luogo esotico che cantano e ballano; inoltre i cantanti della band sono accompagnati da 4 dee rappresentanti i 4 elementi, assumendo una forma diversa con ciascuno – Aria (con Mark Owen), Fuoco (con Jason Orange), Terra (con Robbie Williams) e Acqua (con Howard Donald) – con l'eccezione di Gary Barlow, che è invece rappresentato in un contesto neutro in bianco e nero.
Nell'autobiografia dello stesso Barlow, ha affermato che, dopo la delusione per il luogo in cui era stato girato Babe, la band era molto più felice della location per questo video. Riflettendo sul video del 2005 per Take That: For the Record, invece, Howard Donald ha osservato: "Stavamo facendo tutte cose ad allusione puramente sessuali… Anche allora ci sentivamo un po' a disagio. Ma alle ragazze piaceva. Alle ragazze piace questo genere di cose".

## Riconoscimenti
- 1994 - BRIT Awards
  - Miglior singolo britannico ai Take That
  - Miglior video musicale[8]